# Oplopanax
Genre
Classification phylogénétique
Oplopanax est un genre de plantes à fleurs de la famille des Araliaceae, se composant de trois espèces d'arbustes caducifoliés originaire de l'ouest de l'Amérique du Nord et du Nord-Est de l'Asie.
Ces espèces possèdent une tige épineuse, de larges feuilles palmées lobées, et des fleurs blanchâtre ou verdâtres situées sur une panicule terminale. Les fruits sont de petites drupes rouges sphériques appréciées des oiseaux.

## Liste des espèces
Selon World Checklist of Selected Plant Families (WCSP) (15 octobre 2016) :
- Oplopanax elatus (Chine du nord-est, Corée, Russie extrême orientale)
- Oplopanax horridus Miq. — bois piquant (Amérique du Nord)
- Oplopanax japonicus (Japon)

Selon GRIN (15 octobre 2016) :
- Oplopanax elatus (Nakai) Nakai
- Oplopanax horridus (Sm.) Miq.

Selon ITIS (15 octobre 2016) :
- Oplopanax horridus (Sm.) Miq.